# アメリカ合衆国大統領代行
アメリカ合衆国大統領代行（アメリカがっしゅうこくだいとうりょうだいこう、英語: Acting president of the United States）は、アメリカ合衆国大統領が一時的に職務を遂行することができなくなった時に、一時的にその職務を代行する個人である。
大統領でないが大統領の代わりに権限を行使することができる。決められた順番が定められており、現職大統領がその4年の任期中に職務遂行能力を失ったり、死亡、辞任、弾劾による免職（下院により訴追され、その後上院により有罪判決を受ける）された場合、次期大統領が就任式までに選出されなかった場合、あるいは資格を失った場合はその順位に従って大統領の職務を遂行する。
この職能は、アメリカ合衆国憲法第2条第1節第6項、修正20条、修正25条に規定されており、副大統領のみその役職名が大統領継承者として言及されている。第2条の継承条項により、議会は、副大統領が継承することができない場合にどの役職者が継承するか、法による指定をすることができる。大統領継承法は、1792年に最初の法が制定されている。現行の大統領継承法は1947年に制定され、最後に改訂されたのは2006年である。継承順位は、副大統領、下院議長、上院仮議長、そして国務長官をはじめとする内閣の一員であるアメリカ合衆国連邦行政部の長の順。
大統領が死亡し、辞任し、または免職された場合、副大統領が自動的に大統領に昇格する。同様に、大統領当選者が就任前に死亡するか、就任を拒否した場合、副大統領当選者が就任式の日に大統領となる。また、副大統領は大統領が一時的に職務を遂行できなくなった際は大統領代行となるが、大統領と副大統領が共に空席となった場合、法的継承者は大統領とはならず、大統領の職務を遂行するのみである。現在までに、3人の副大統領（ジョージ・H・W・ブッシュ、ディック・チェイニー、カマラ・ハリス）が大統領代行となったが、継承順位がそれより下の者が大統領の職を遂行したことはない。

## 憲法の規定

### 有資格者
大統領代行に求められる資格は大統領と同じであり、憲法第2条第1節第5項に3つ定められている。アメリカ合衆国生まれのアメリカ合衆国市民であり、就任時に、35歳以上であり、14年以上アメリカ合衆国に居住していることである。
これらの要件を満たしていても、下記のいずれかに該当するものは、憲法上資格を失う。
- 第1条第3節第7項により、アメリカ合衆国上院は弾劾裁判を経てある個人が公職につく権利を将来にわたって剥奪することができる[4]。
- 修正14条第3節により、憲法遵守を宣誓した後にアメリカ合衆国に対して反乱を起こしたものは大統領になることができない。ただし、この制限は両院それぞれの2/3の賛成で解除することができる。
- 修正22条の規定により、何人も、2回を超えて大統領になることはできない（他の選出された大統領の任期中、2年以上大統領であった、または大統領の職務を遂行したものは1回）。

大統領代行はその代行期間中、大統領の持つすべての権限と義務を有するが、大統領そのものには就任せず、あくまで大統領の代行としてのみ機能する。代行期間は合衆国大統領が書面で、大統領代行がもはや職務を遂行する必要がなくなったと宣言するまで続く。 

## 歴史

### 修正25条制定前

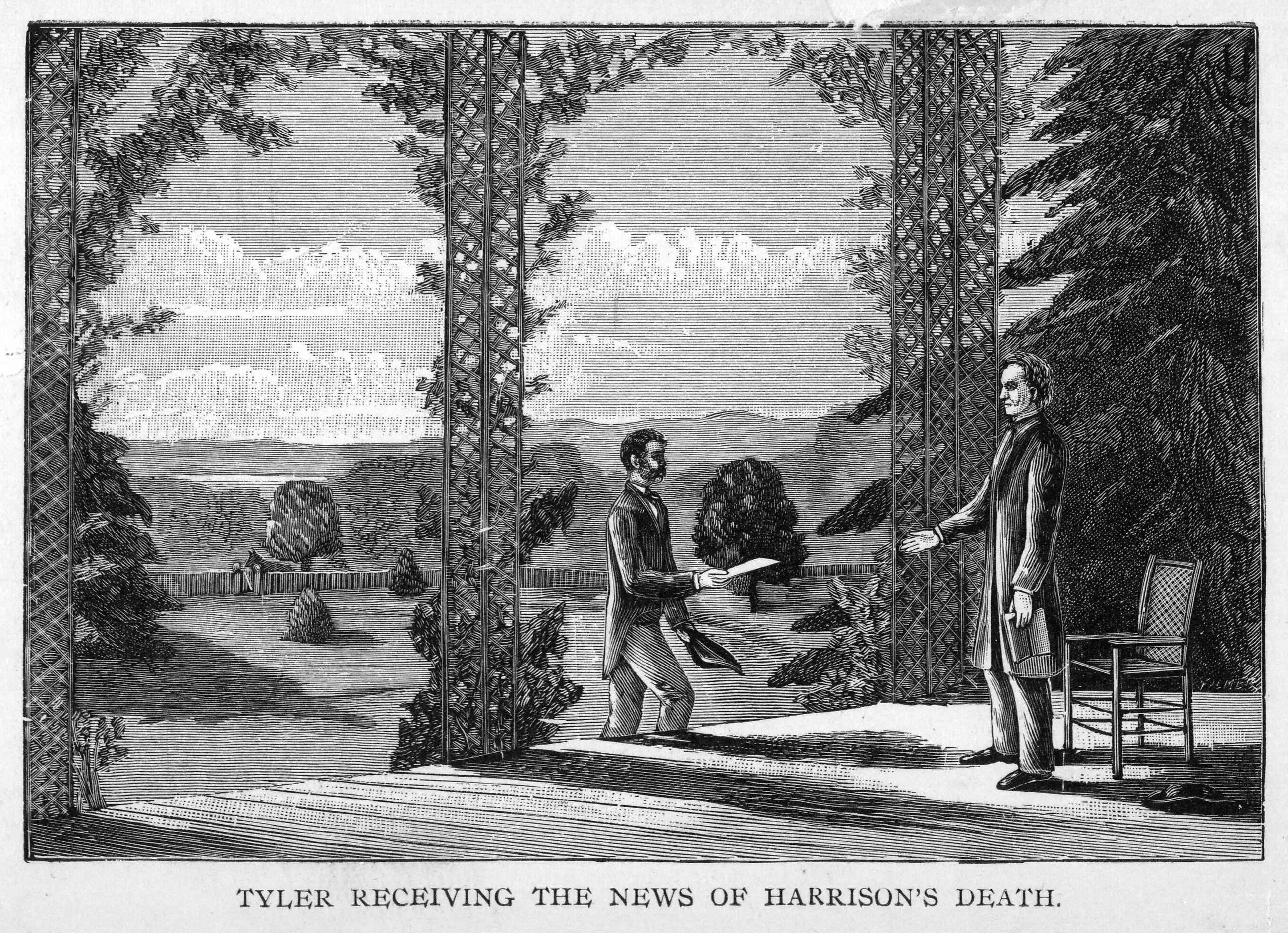
1841年4月5日、ウィリアム・ハリソンの死をアメリカ合衆国国務省首席事務官ダニエル・フレッチャー・ウェブスターから知らされるジョン・タイラー（1888年作）

1841年4月4日、就任後わずか1ヶ月で第9代大統領のウィリアム・ハリソンが死去した。その死後、大統領権限継承の規定の曖昧さを巡って憲政の危機が続いた（第2条第1節第6項）。
在任中に死去した初の大統領となったハリソンの死後間も無く、内閣は会合を開き、副大統領であったジョン・タイラーが「大統領代行を務める副大統領（Vice-President acting President）」として大統領の職を引き継ぐことを決定した。しかし、タイラーはこの肩書を受け入れず、合衆国憲法が自身に無条件、無資格の大統領権限を与えたと主張し、大統領として宣誓を行い、これは大統領死去の際の権限移行の先例となった。にもかかわらず、例えば代議士で元大統領のジョン・クィンシー・アダムズなど議会の複数のメンバーは、タイラーは一時的な大統領代行に過ぎないか、副大統領のままでいるべきと考えた。ヘンリー・クレイ議員はタイラーは副大統領であり、その大統領職務は単なる「摂政」であるとみなした。
タイラーは一貫して自身が大統領としての地位を持ち、大統領の全権限を行使できると主張した。この1841年の先例はその後、修正25条第1節が制定される前に現職大統領が死去した7回に渡って踏襲された。
大統領が死亡した際の継承に関する先例ができた後も、「inability（職務遂行能力欠如）」に関する疑問は解消されないままだった。「Inability」とは何か？誰がその有無を決定するのか？その場合副大統領は残りの任期に大統領になるのか、あるいは単に大統領として職務を遂行するにとどまるのか？これらが明確でなかったために、後の副大統領は大統領が職務遂行能力を失った時、権限を主張するのを躊躇した。
特に2回、大統領が職務を遂行できないと宣言する規定が憲法にないことで行政運営が妨げられた。
- 1881年、ジェームズ・ガーフィールドが銃撃された7月から死去する9月までの80日間
  - 院内総務は副大統領のチェスター・A・アーサーに大統領が職務を遂行できない間、大統領としての職務を遂行するよう求めたが、「簒奪者」と呼ばれることを恐れたアーサーは、これを拒絶した。自身が繊細な立場におり、行動が監視されることを認識していたため、アーサーは夏の間ほとんどニューヨークの自宅に引きこもっていた。
- 1919年10月から1921年3月、ウッドロウ・ウィルソンが脳卒中に苦しめられていた間
  - ほとんど盲目で、体の一部が麻痺していたウィルソンは大統領任期の最後の17カ月をホワイトハウス内で人目に触れずに過ごした。副大統領のトーマス・R・マーシャル、内閣、そして国民は大統領の症状について数ヶ月間知らされないままだった。権力を熱望していると非難されるのを恐れたマーシャルは、ウィルソンの症状を聞くことや閣議を主催することを露骨に拒んだ。

### 修正25条制定後
第89回議会により提案され、その後1967年に州により批准された修正25条は職務遂行能力欠如の基準やその場合の継承についての手続きを明確化した。大統領が自主的に副大統領に権限を譲渡することを認めた第3節は3人の大統領により4回適用された（職務遂行能力欠如の宣言を自ら出すことができない/出すことを拒んだ場合について定めた第4節は施行以来一度も適用されていない）。

## 大統領代行一覧
| 大統領代行                | 大統領代行               | 本来の役職 | 代行期間                     | 所属政党 | 大統領                | 代行理由                             |
| ------------------------- | ------------------------ | ---------- | ---------------------------- | -------- | --------------------- | ------------------------------------ |
|                           | ジョージ・H・W・ブッシュ | 副大統領   | 1985年7月13日 11:28 – 19:22  | 共和党   | ロナルド・レーガン    | 大統領の大腸内悪性腫瘍除去手術のため |
|                           | ディック・チェイニー     | 副大統領   | 2002年6月29日 7:09 – 9:24    | 共和党   | ジョージ・W・ブッシュ | 大統領の大腸内視鏡検査のため         |
| 2007年7月21日 7:16 – 9:21 | ディック・チェイニー     | 副大統領   | 大統領の大腸内視鏡検査のため | 共和党   | ジョージ・W・ブッシュ |                                      |
|                           | カマラ・ハリス           | 副大統領   | 2021年11月19日 10:10 – 11:35 | 民主党   | ジョー・バイデン      | 大統領の大腸内視鏡検査のため         |